# Подхайский, Томаш
Томаш Подхайский (19 декабря, 1741, умер после 1794) — скульптор, работавший в Речи Посполитой.

## Биография
Известно, что в 1769 году Подхайский стал членом иезуитского ордена. Это произошло в гродненском филиале, что даёт основание предполагать гродненское происхождение Подхайского. Уже во время вступления в орден назван скульптором (sculptor statuarius). В начале 70-х годов XVIII века был послушником в монастыре при виленском костёле Игнатия Лойолы. Позднее находился при иезуитской академии. Между 1760 и 1786 годом периодически жил в местечке Шилува, где работал в качестве скульптора.
Предположительно занимался скульптурными работами до 90-х годов XVIII века.

## Творчество
Подхайский создал оформление интерьеров для нескольких знаменитых костёлов. В 70-х годах XVIII века работал над созданием главного алтаря самого большого храма ВКЛ, ковенского собора Петра и Павла. Позднее оформлял другие алтари этого храма. В 1773 году Подхайский создал алтарь Матери Божией Снежной в гродненском костёле иезуитов. В 70-х и 80-х годах, согласно некоторых гипотез, занимался интерьером костёла бернардинцев в городе Титувенай. В эти же годы много времени посвятил созданию внутреннего убранства храма Рождения Девы Марии в Шилуве. Работой Подхайского, демонстрирующей уникальную для Литвы двухуровневую композицию, является главный алтарь тельшяйского собора,
Творчество Подхайского сочетает в себе элементы барокко, рококо и классицизма. Лепные цветочные гирлянды, антропные орнаментальные фигурки, выразительная пластика фигур святых, создают узнаваемый стиль скульптора.
Среди храмов, украшенных Подхайским, три костёла впоследствии удостоились титула малая базилика. Два алтаря созданных мастером, а именно: алтарь в гродненском иезуитском костёле и алтарь в соборе Шилувы, вмещают широко известные в регионе чудотворные иконы. 

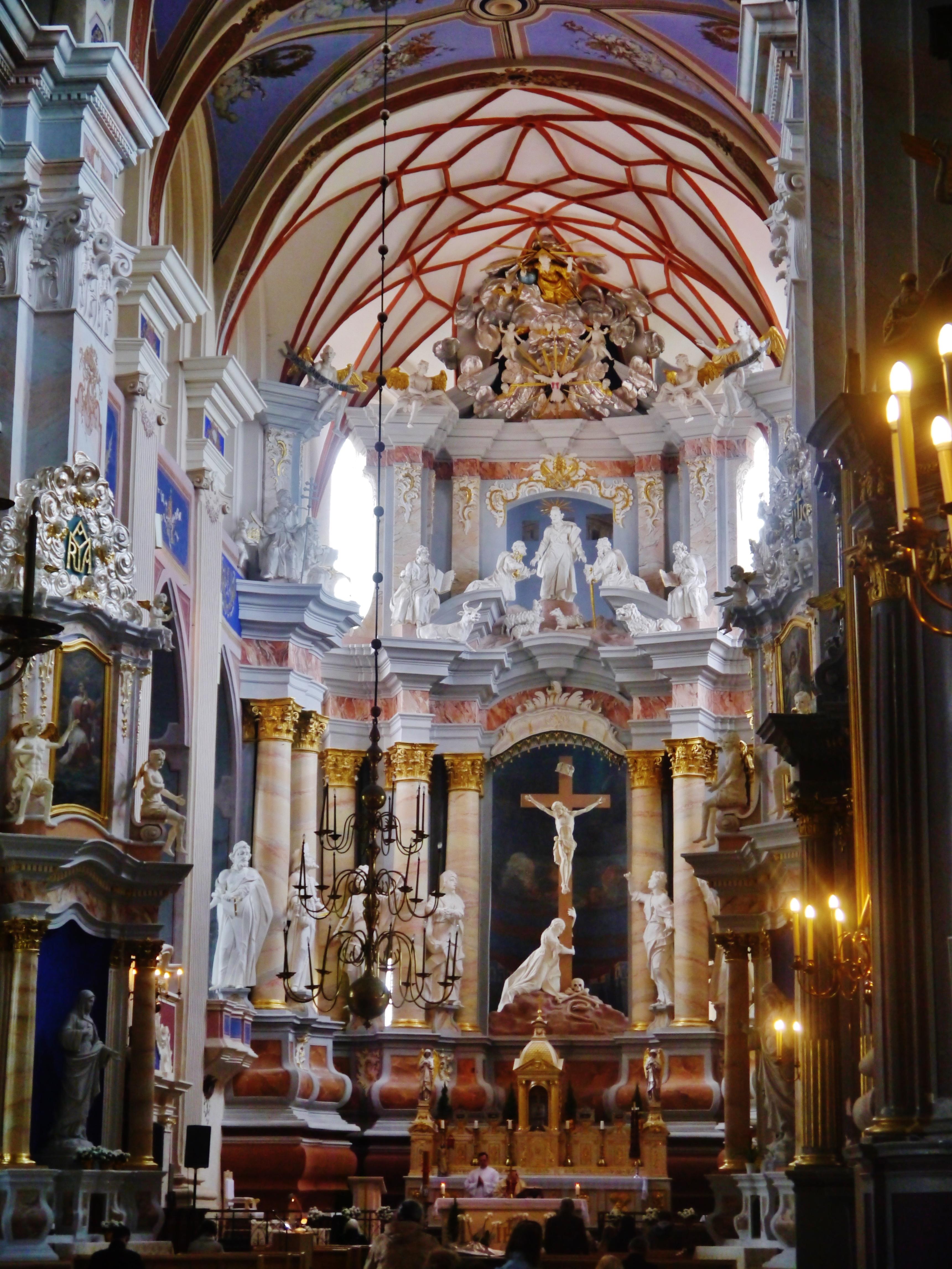
Главный алтарь собора в Ковне
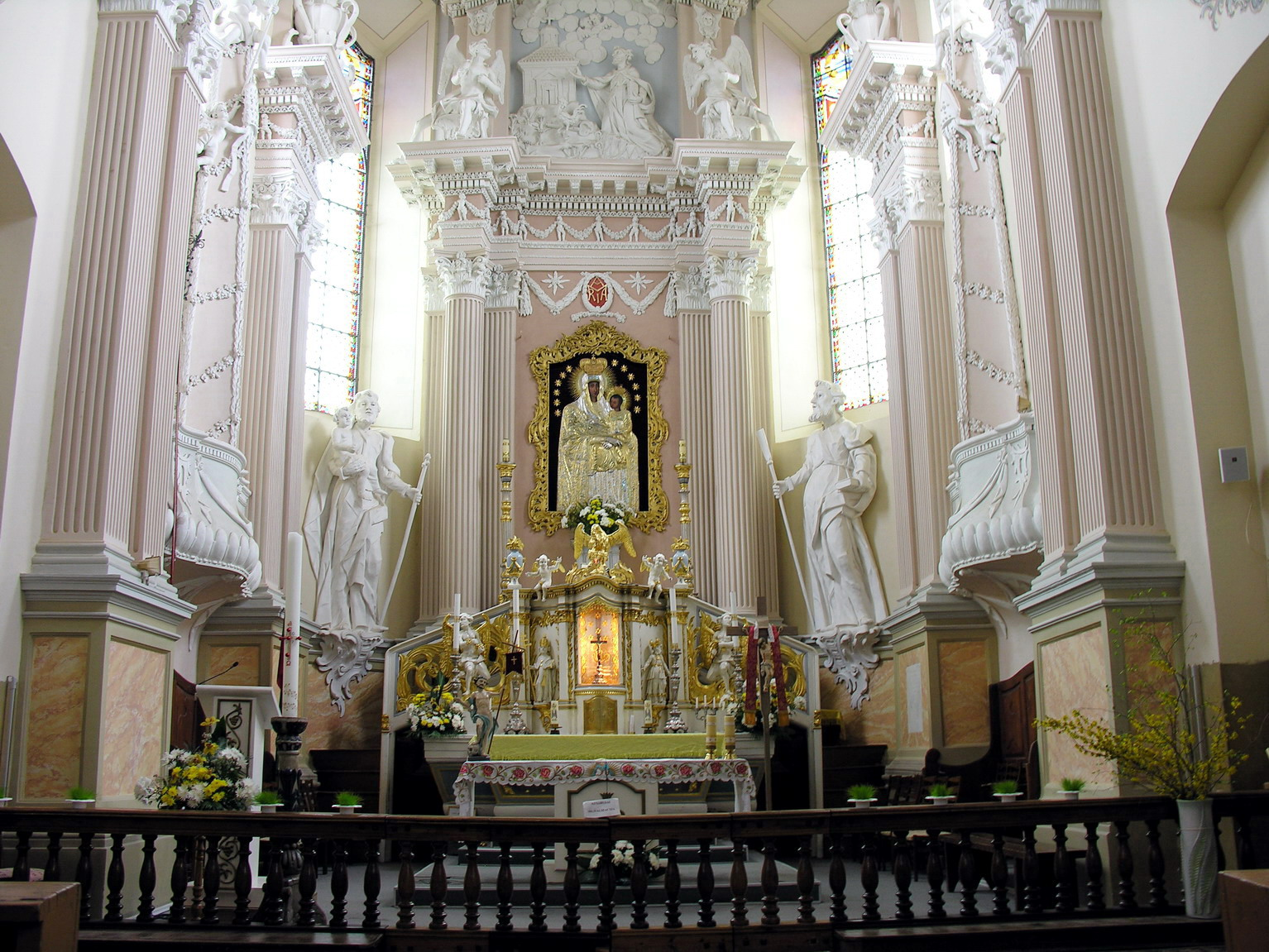
Убранство собора Шилувы
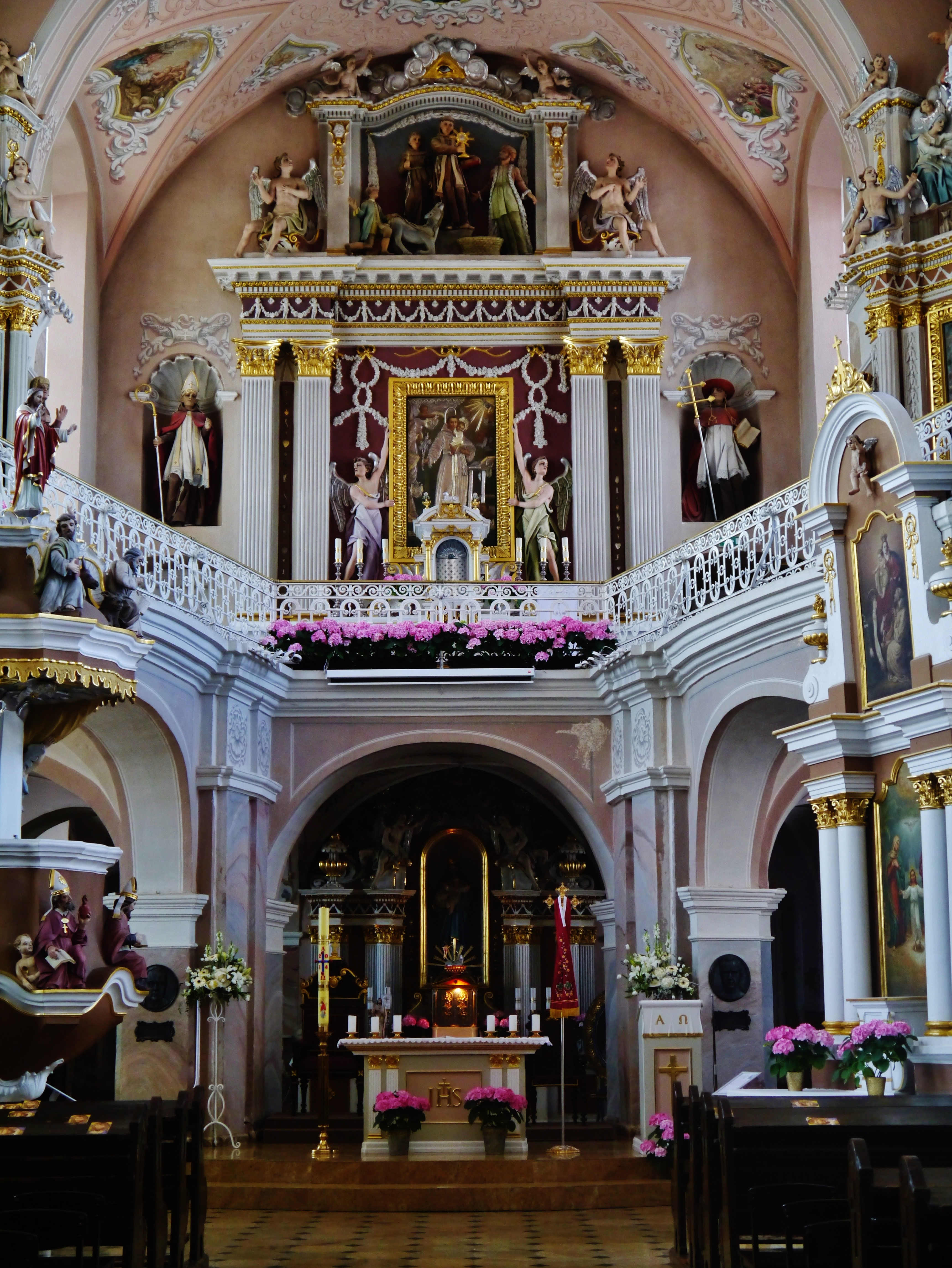
Главный алтарь собора в Тельшяе
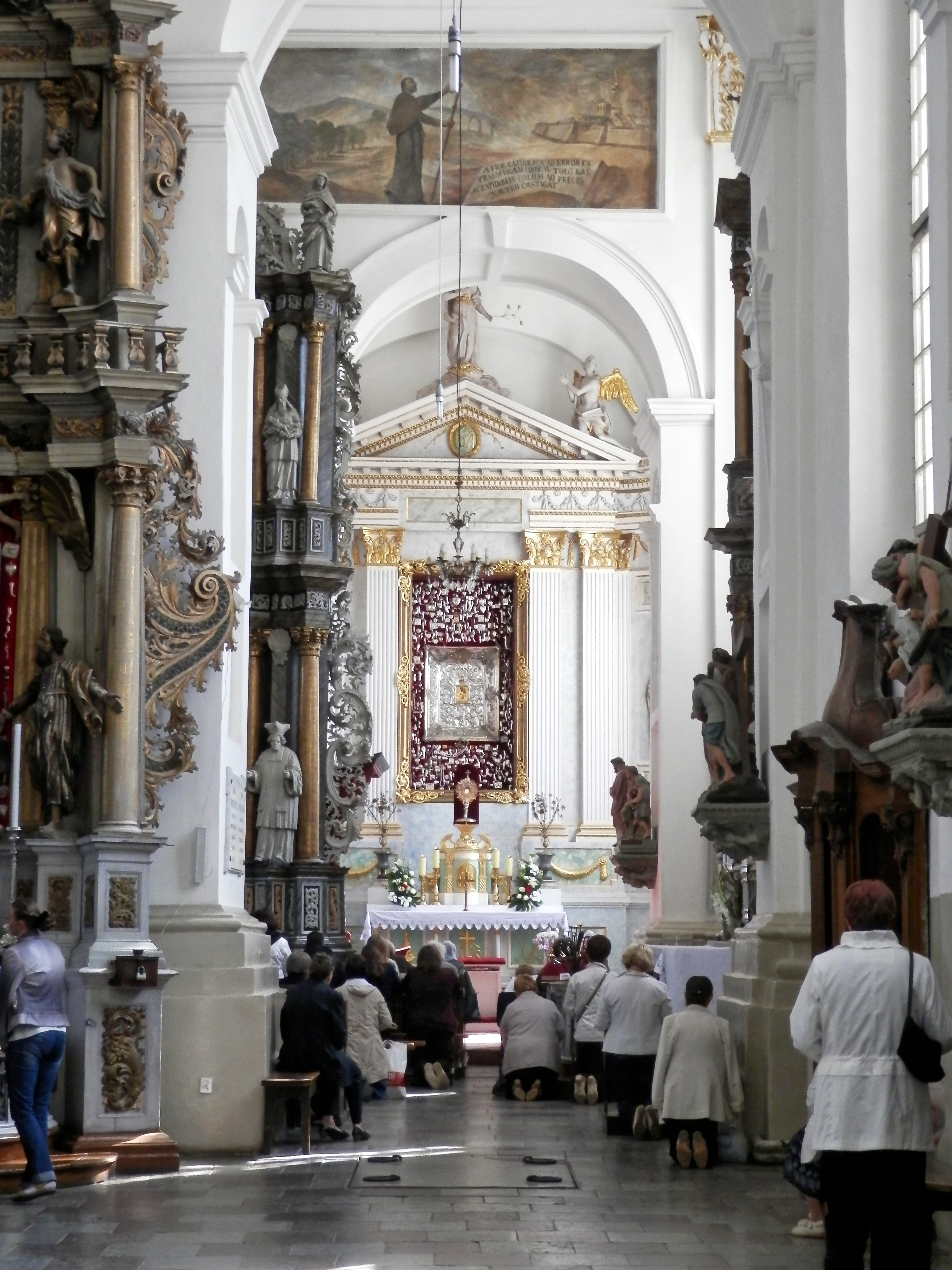
Алтарь Матери Божией Снежной в иезуитском храме Гродно